# Đười ươi Borneo
Đười ươi Borneo, (danh pháp hai phần: Pongo pygmaeus), là một loài đười ươi trong họ Hominidae, bộ Linh trưởng. Loài này được Linnaeus mô tả năm 1760. Chúng là loài bản địa của đảo Borneo. Cùng với đười ươi Sumatra có kích thước nhỏ hơn một chút, nó thuộc về chi duy nhất của khỉ không đuôi lớn có nguồn gốc ở châu Á.
Đười ươi Borneao có vòng đời của khoảng 35 đến 40 năm trong tự nhiên, trong điều kiện nuôi nhốt nó có thể sống được 60 . Một cuộc khảo sát của đười ươi hoang dã tìm thấy những con đực nặng trên 75 kg trung bình (165 lb), từ. 50–100 kg (110-200 lb), và 1,2-1,4 m (4-4,7 ft); nữ trung bình 38,5 kg (82 lb), dao động 30–50 kg (66-110 lb), và 1-1,2 m (3,3–4 ft).

## Môi trường sống và phân bố
Đười ươi Borneo sống trong rừng lá rộng ẩm nhiệt đới và cận nhiệt đới ở vùng đất thấp Borneo, cũng như khu vực miền núi lên đến 1.500 mét (4.900 ft) trên mực nước biển. Loài này sống trên khắp tán rừng nguyên sinh và thứ sinh, và di chuyển khoảng cách lớn để tìm trái cây.
Đười ươi Borneo có thể được tìm thấy trong hai tiểu bang của Malaysia Sabah và Sarawak, và ba trong bốn tỉnh Indonesia của Kalimantan. Do sự phá hủy môi trường sống, sự phân bố loài này bây giờ là rất loan lổ khắp hòn đảo, các loài trở nên hiếm hoi tại phía đông nam đảo, cũng như trong các khu rừng giữa sông Rejang ở trung tâm Sarawak và sông Padas ở phía Tây Sabah.

## Bảo tồn
Loài này đang được nuôi bảo tồn do bị mất môi trường sống và để lấy lông. Tuy nhiên, khả năng sinh sản của loài này rất thấp dẫn những khó khăn trong việc nuôi bảo tồn loài này.

## Hình ảnh

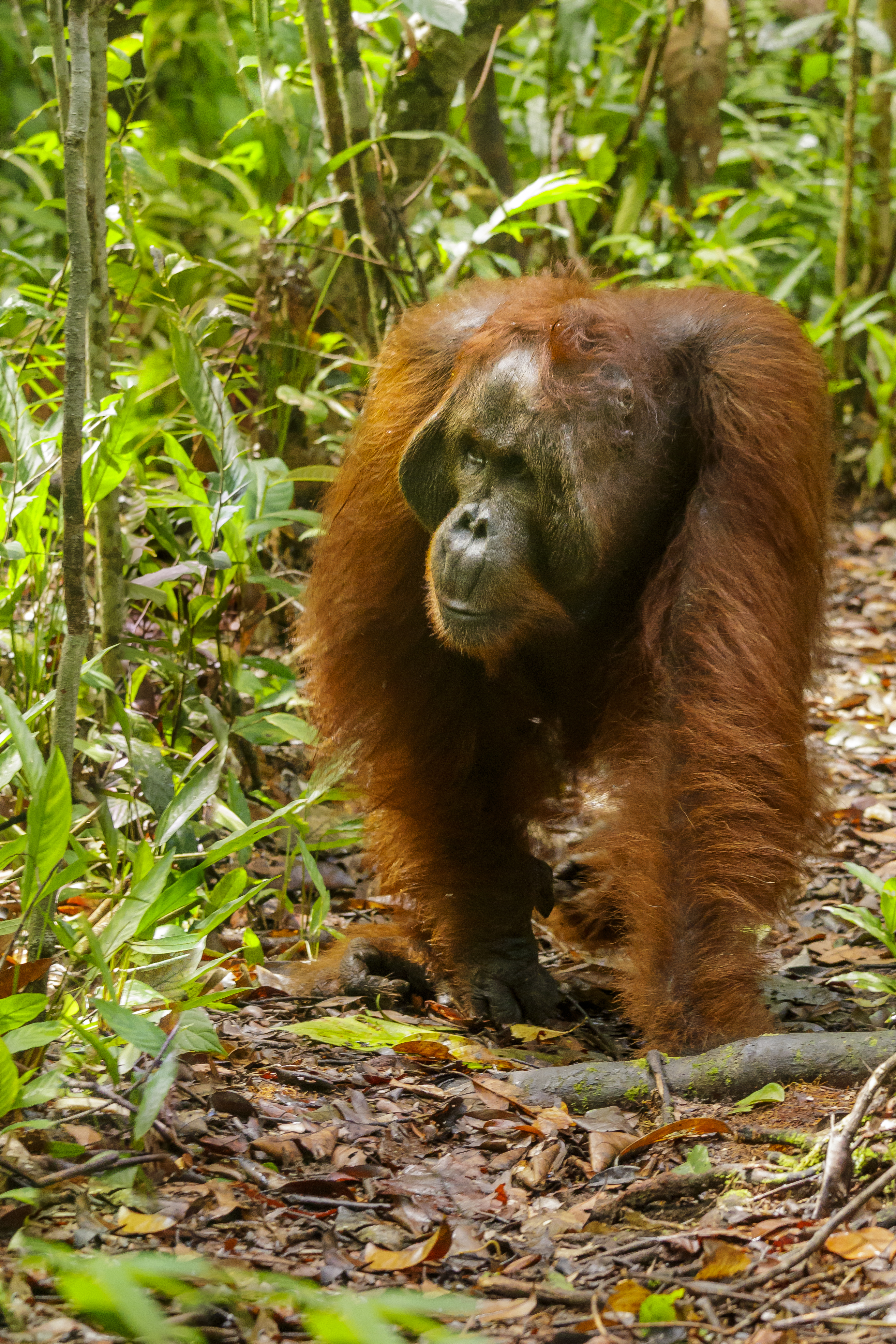
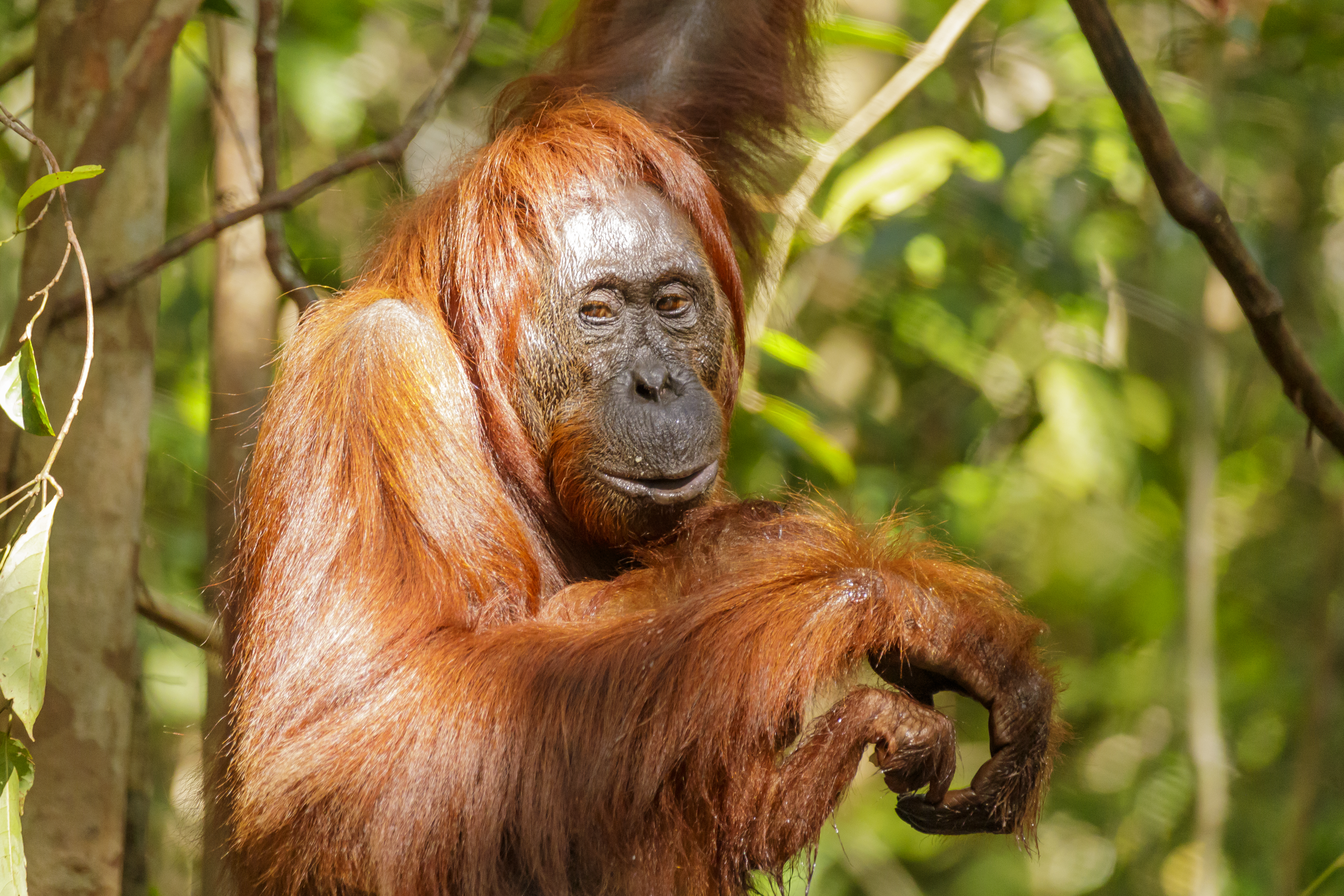
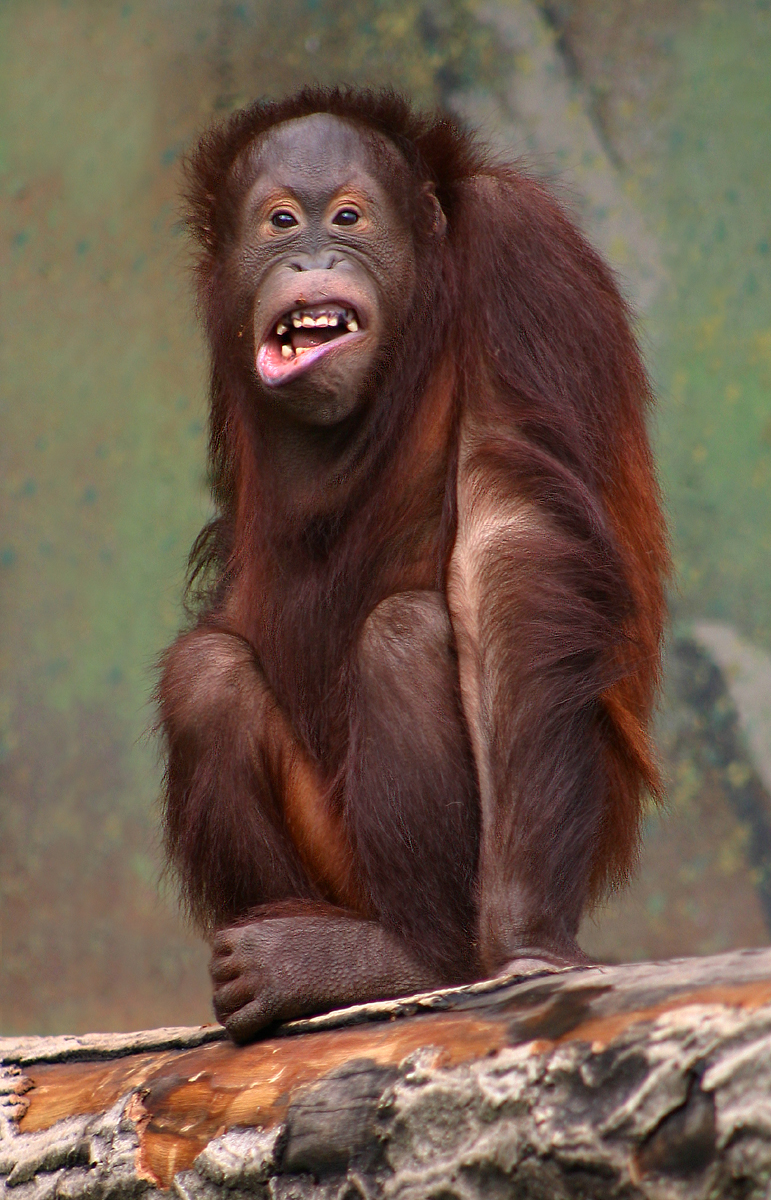
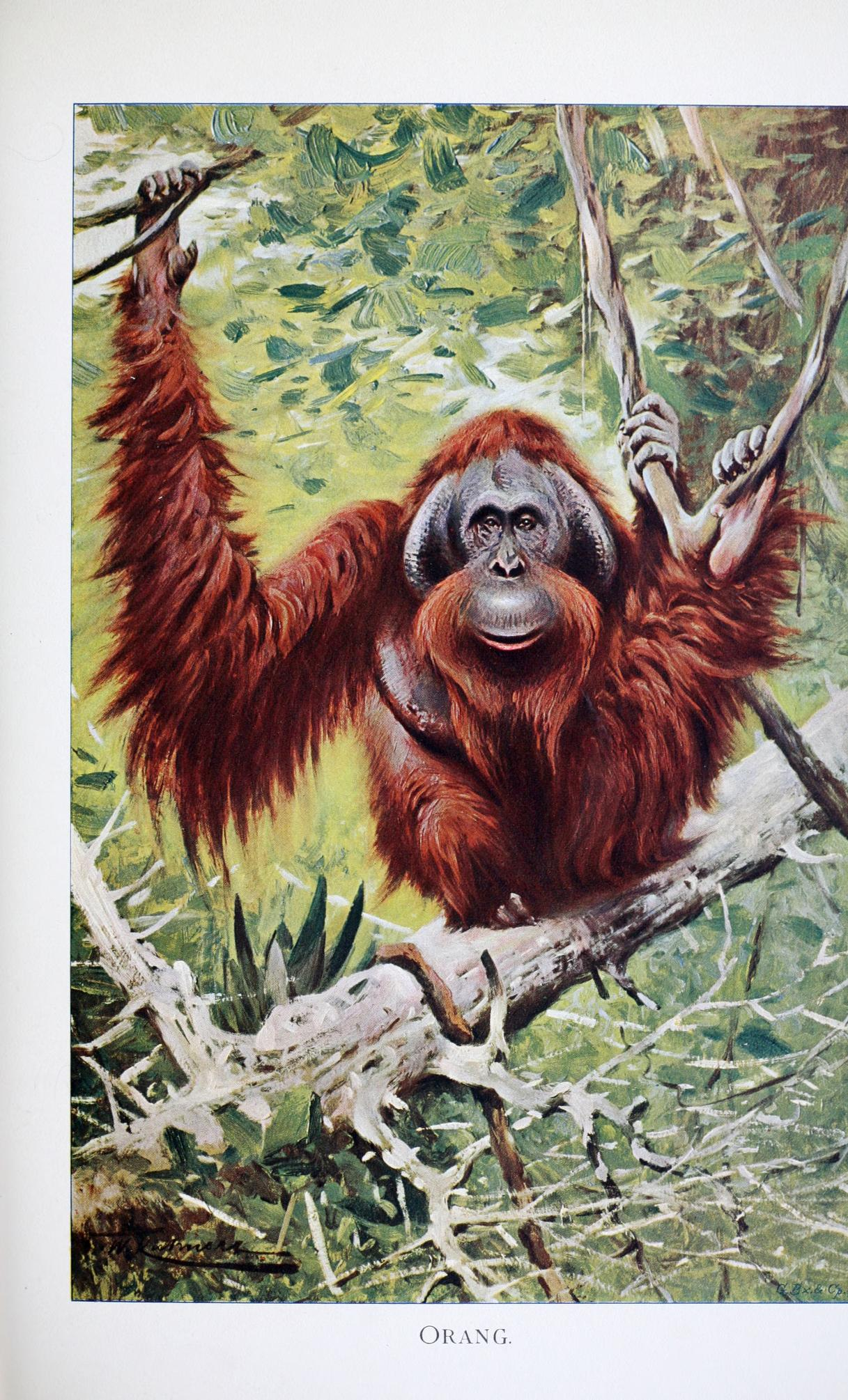
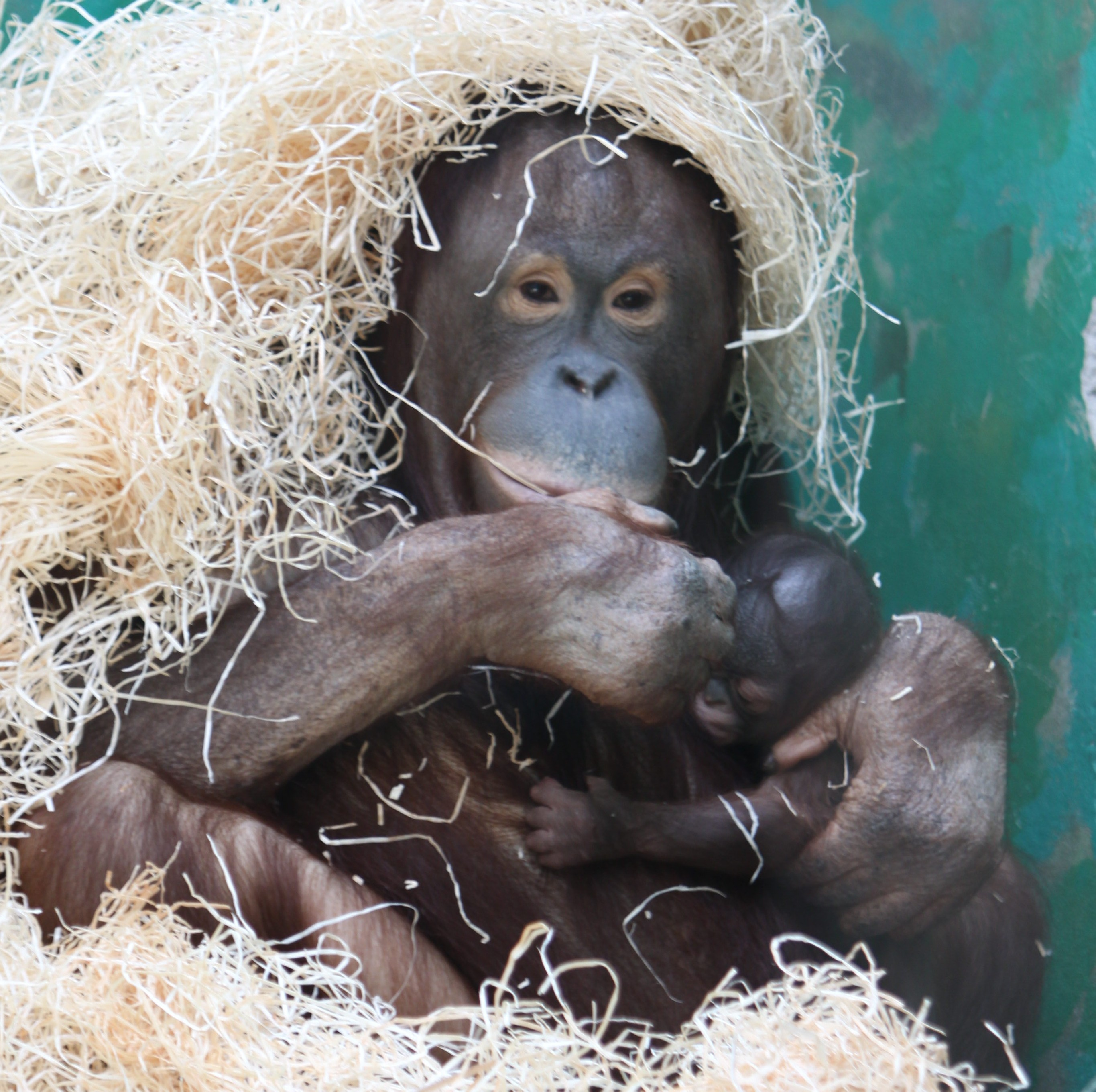
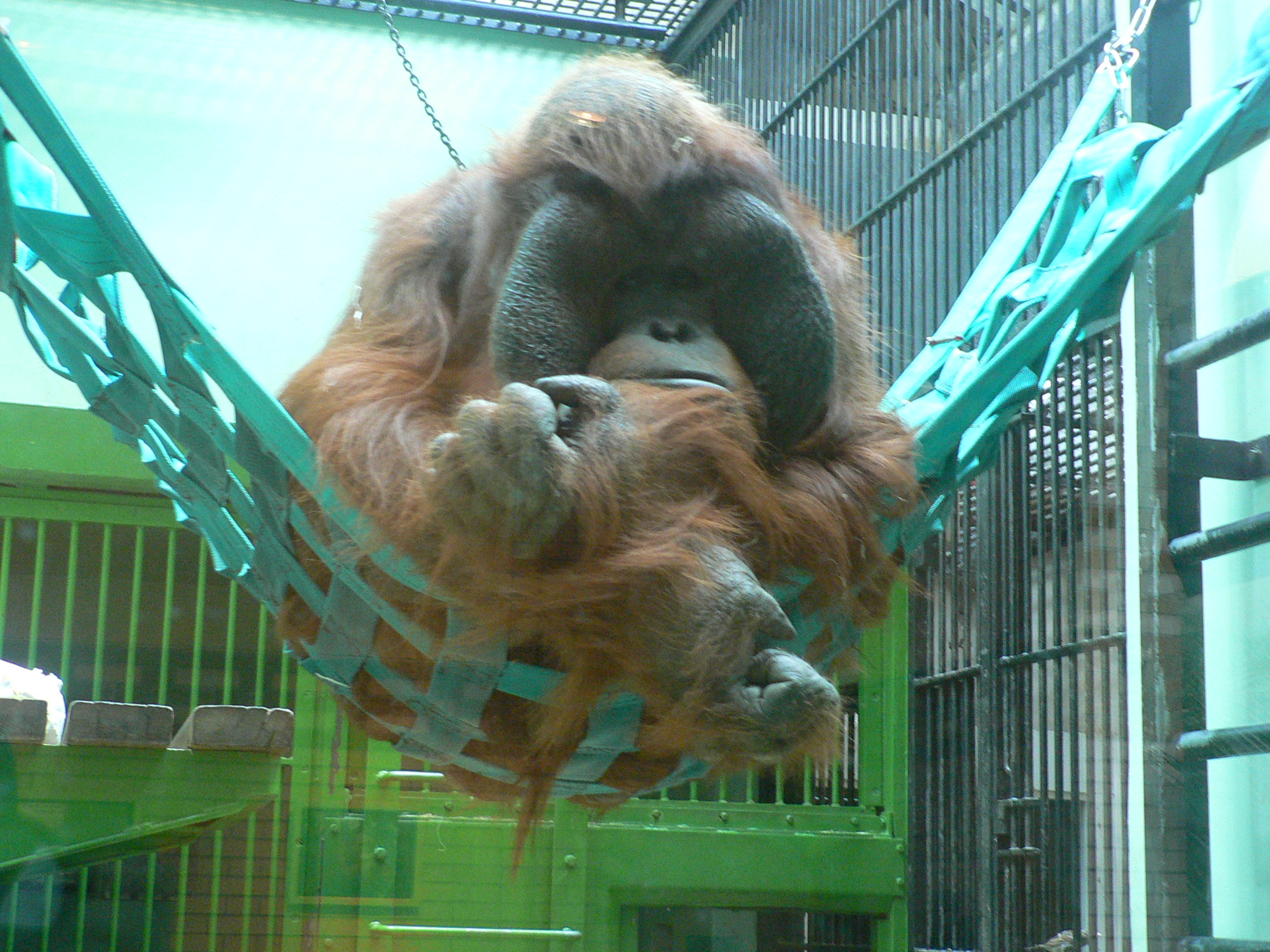
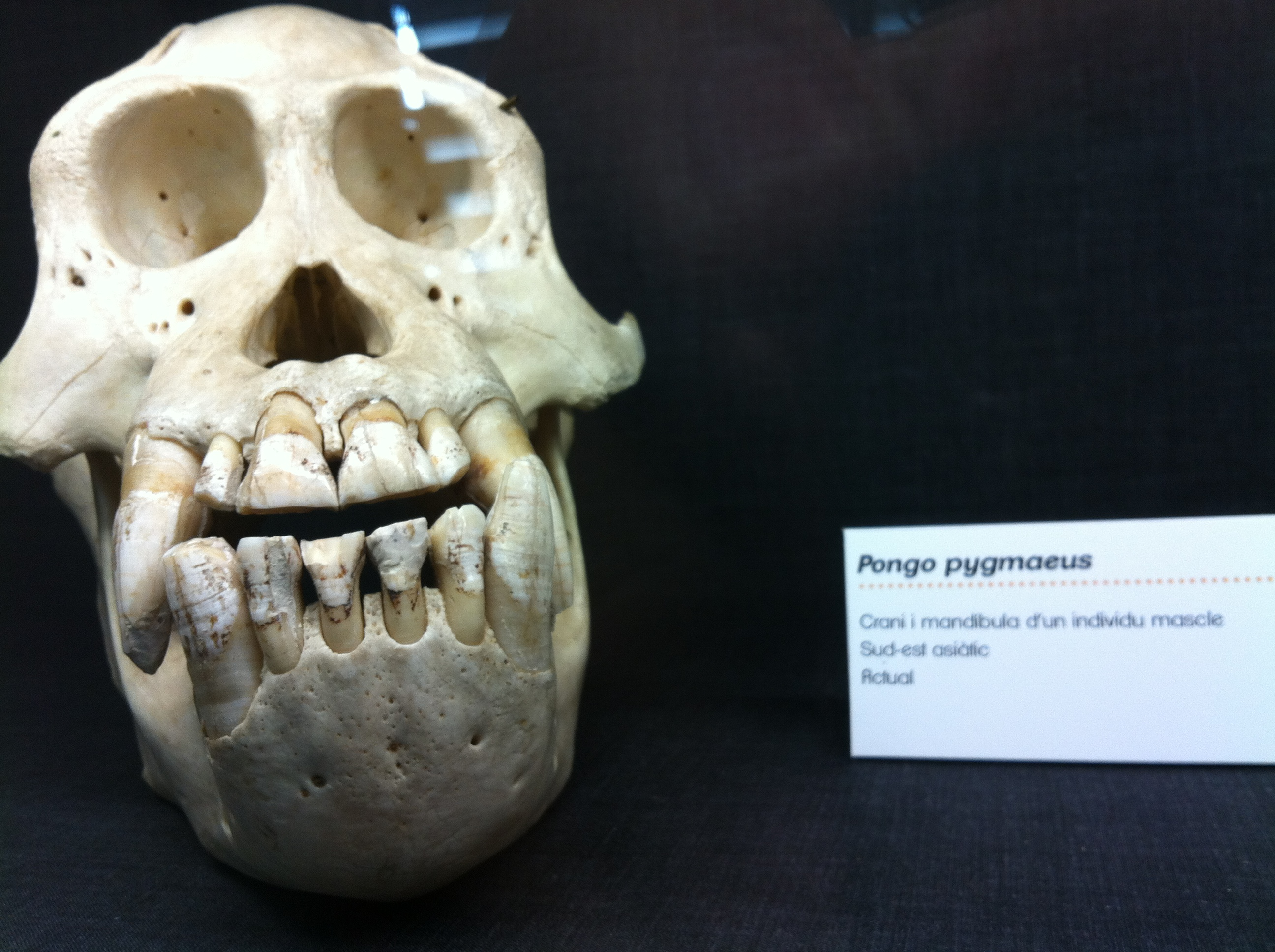
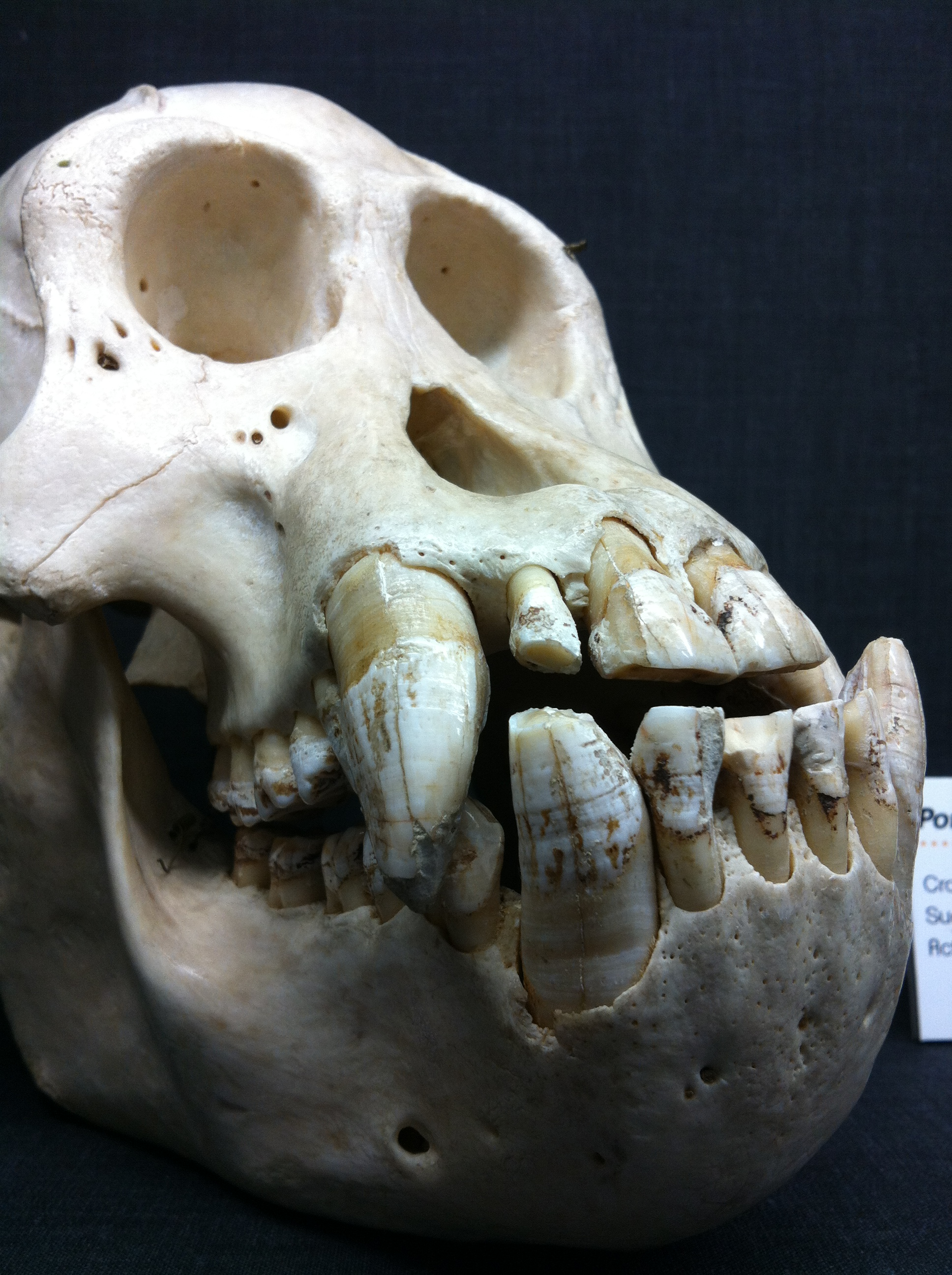
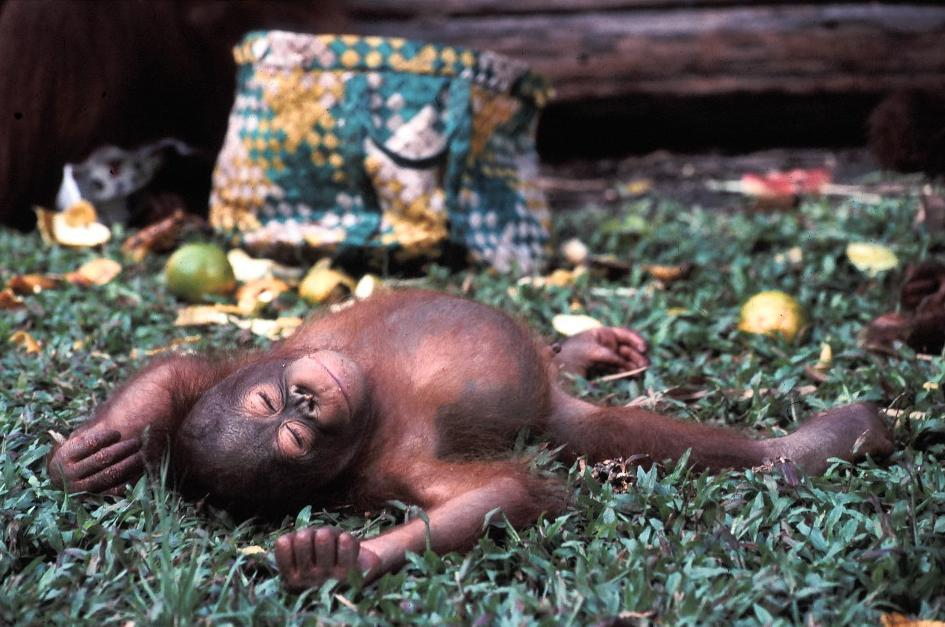
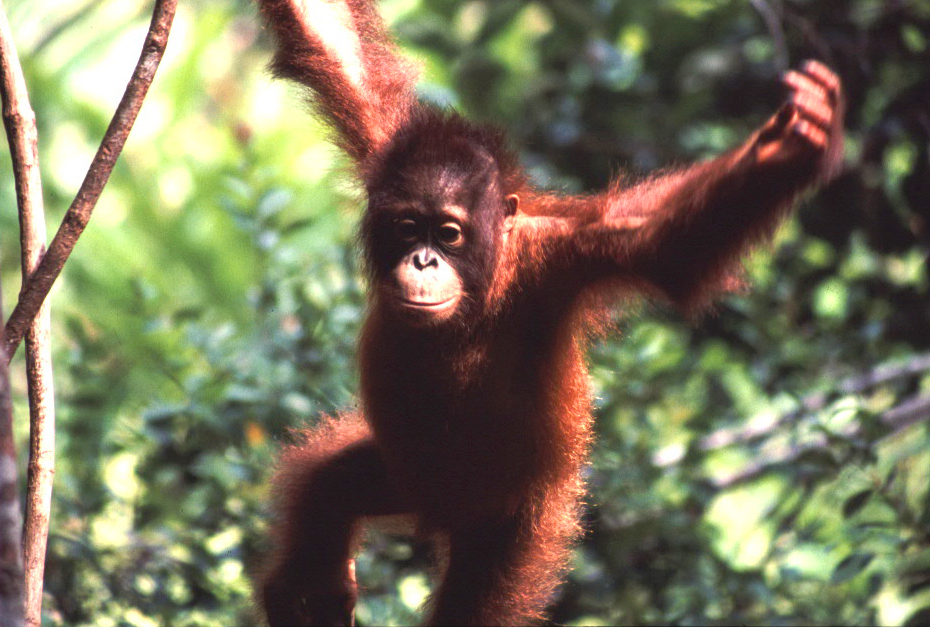